# Liste der Hallenkirchen
Die Liste der Hallenkirchen führt (fast) alle Hallenkirchen Europas auf.
Sie ist aufgeteilt in:
- Liste der Hallenkirchen in Deutschland – über 1900
- Liste der Hallenkirchen in Österreich – über 300
- Liste der Hallenkirchen in der Schweiz – über 20
- Liste der Hallenkirchen in Belgien – über 120
- Liste der Hallenkirchen in Dänemark – über 25
- Liste der Hallenkirchen in Estland – 8 oder mehr
- Liste der Hallenkirchen in Finnland – 24 (oder mehr)
- Liste der Hallenkirchen in Frankreich – über 1400
- Liste der Hallenkirchen in der Republik Irland – über 40
- Liste der Hallenkirchen in Italien – über 40
- Liste der Hallenkirchen in Lettland – mindestens 19
- Liste der Hallenkirchen in Litauen – 125
- Liste der Hallenkirchen in den Niederlanden – über 40
- Liste der Hallenkirchen in Polen – über 200
- Liste der Hallenkirchen in Portugal – über 55
- Liste der Hallenkirchen in Rumänien – 7
- Liste der Hallenkirchen in Schweden – über 40
- Liste der Hallenkirchen in der Slowakei – 8
- Liste der Hallenkirchen in Slowenien – 11
- Liste der Hallenkirchen in Spanien – über 850
- Liste der Hallenkirchen in Tschechien – über 35
- Liste der Hallenkirchen in Ungarn – 7
- Liste der Hallenkirchen im Vereinigten Königreich – über 2050
  - davon England über 1840
- Liste der Hallenkirchen – sonstige Staaten:
  - Belarus – 4
  - Kroatien – 1
  - Norwegen – 4
  - Russland – 3
  - Serbien – 2
  - Ukraine – 2